# Vulpes
Vulpes es un género de mamíferos carnívoros de la familia Canidae, que incluye varias especies de tamaño largo y pequeño. Las especies del género Vulpes son algunas de las muchas llamadas vulgarmente zorros.
El género está ampliamente distribuido por África, Eurasia y Norteamérica. Además, la especie más abundante, el zorro común o rojo (Vulpes vulpes), ha sido introducida en Australia y otras islas de Oceanía; la razón original era usarlo como medio para acabar con la plaga de conejos cimarrones procedentes de Europa que infestan estos lugares, pero lo único que se consiguió fue que los zorros rojos se convirtieran en una nueva amenaza para la fauna autóctona.

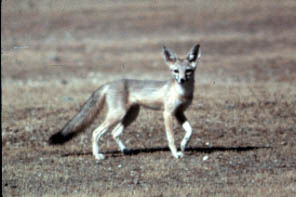
Zorro kit (Vulpes macrotis) en el desierto de California.

El zorro rojo habita en zonas templadas, pero otras especies viven en climas húmedos y pantanosos, como el zorro de Bengala (Vulpes bengalensis), en cálidas sabanas herbáceas, como el zorro de El Cabo (Vulpes chama), o en frías y secas áreas montañosas, como el zorro tibetano (Vulpes ferrilata). El zorro kit (Vulpes macrotis) es un especialista de los desiertos norteamericanos y se caracteriza por su cuerpo grácil y amplias orejas, que le hacen similar al fénec (Fennecus zerda) del Sahara, en un ejemplo clásico de evolución convergente. Este último es llamado a veces Vulpes zerda, pero lo más común es que sea adscrito a un género propio: Fennecus.